# Cícero Dantas

Cícero Dantas este un oraș în unitatea federativă Bahia (BA) din Brazilia.